# Marcel Prévost
Eugène Marcel Prévost (ur. 1 maja 1862 w Paryżu, zm. 8 kwietnia 1941 w Vianne) – francuski pisarz i dramaturg. 
Po udanym debiucie prozatorskim rzucił pracę inżyniera w zakładach tytoniowych. W swoich cieszących się wielką popularnością powieściach zajmował się głównie psychologią kobiet. Poruszał także feministyczne problemy intelektualistek i socjalistek. W roku 1909 został członkiem Akademii Francuskiej.